# Gouzangrez
Gouzangrez – miejscowość i gmina we Francji, w regionie Île-de-France, w departamencie Dolina Oise.
Według danych na rok 1990 gminę zamieszkiwały 174 osoby, a gęstość zaludnienia wynosiła 226 osób/km² (wśród 1287 gmin regionu Île-de-France Gouzangrez plasuje się na 1011. miejscu pod względem liczby ludności, natomiast pod względem powierzchni na miejscu 891.).